# Broken Arrow (film, 1996)
Broken Arrow är en amerikansk film från 1996 regisserad av John Woo.

## Handling
En bombplanspilot i USA:s flygvapen (John Travolta) stjäl kärnvapen i utpressningssyfte. Hans andrepilot (Christian Slater) försöker tillsammans med en parkvakt (Samantha Mathis) sätta stopp för honom. Namnet "broken arrow" betyder just "förlorat kärnvapen". 

## Rollista (i urval)
- John Travolta - Major Vic 'Deak' Deakins
- Christian Slater - Kapten Riley Hale
- Samantha Mathis - Terry Carmichael
- Delroy Lindo - Överste Max Wilkins
- Kurtwood Smith - USA:s försvarsminister Baird
- Chris Mulkey - Major Hunt